# Такакура, Тэру
Такакура Тэру (14 апреля 1891 года — 2 апреля 1986 года) — японский писатель
, драматург, переводчик. Основная тема произведений — судьба крестьян.
Родился на японском острове Хонсю. Окончил Киотский университет. В 1950—1951 годах был членом ЦК компартии Японии.
Одно из самых известных произведений — роман «Воды Хаконэ» — рассказывает о строительстве в XVII веке подземного оросительного канала в горах Хаконэ (на русский язык был переведён в 1954 году). Экранизирован в 1952 году режиссёрами Сацуо Ямамото и Киёси Кусуда под названием «Буря в горах Хаконэ».
Среди переводческий деятельности — переводы Александра Блока: семь его стихотворений были опубликованы в октябре 1920 года в журнале «Гэйбун».